# Hôtel de Rochegude
L'Hôtel de Rochegude és un hôtel particulier situat a Albi, França.

## Ubicació
L'hôtel està situat al departament francès del Tarn, a la localitat d'Albi, al número 28 del carrer Rochegude.

## Història
L'edifici es va començar a construir al voltant del 1685. Al 1787, el marquès de Rochegude va ampliar i millorar l'hôtel. L'edifici es va registrar com a monument històric el 31 d'octubre de 1986. Actualment pertany a la comuna.

## Construcció
L'hôtel està construït en forma d'U al voltant d'un pati central amb vistes al carrer. Les façanes es veuen reforçades pels colors dels maons i pedres, que s'utilitzen de forma alterna. El cos central està rematat per un frontó decorat amb l'escut de la família Rochegude. El jardí va ser obra de Rochegude.
L'interior ha estat molt modificat. De l'hôtel original només queda l'escala de marbre amb balustrades de pedra de finals del segle xvii.